# Atrato (Colombia)
Atrato, o anche El Atrato, è un comune della Colombia facente parte del dipartimento di Chocó.
Il centro abitato venne fondato da Antonio Abad Hinestroza e Rudecindo Palacios, mentre l'istituzione del comune è del 9 maggio 1997 con la separazione di parte del territorio del comune di Quibdó.